# Zvrhlé umění

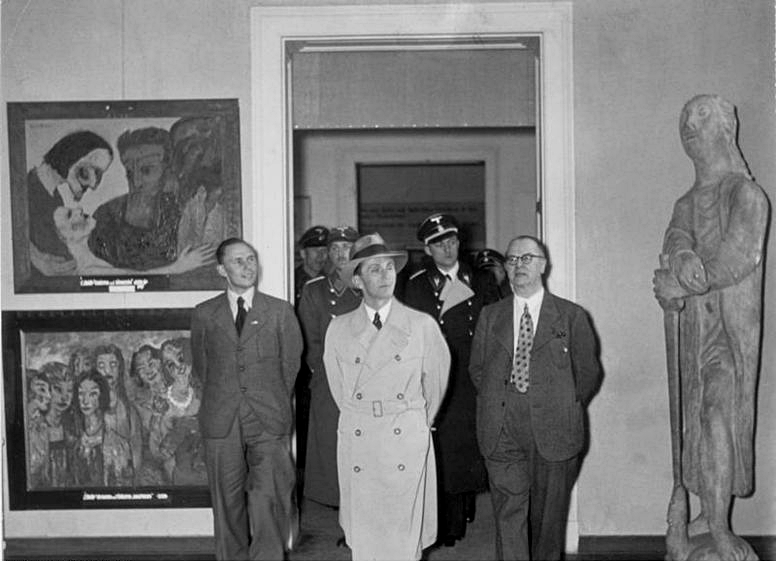
Říšský ministr Dr. Goebbels na výstavě „Entartete Kunst“

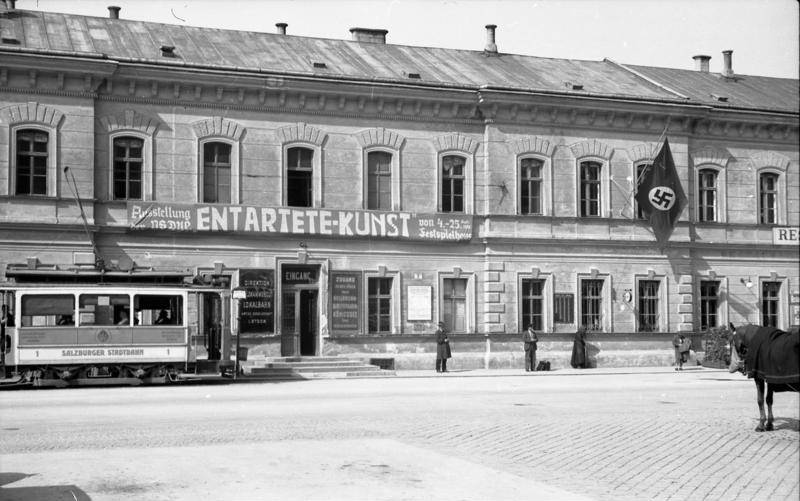
Poutač na výstavu „Entartete Kunst“ umístěný v Salcburku (září 1938)

Zvrhlé umění (německy Entartete Kunst) byl termín užívaný nacistickým Německem pro většinu moderního umění. Umělecká díla, která podle nacistické ideologie spadala do této skupiny, byla zakazována jako „židobolševická“ nebo svou podstatou neněmecká; autorům, jejichž dílo bylo takto označeno, byla zakázána další tvůrčí činnost. Termín vychází z německého slova Entartung (degenerace), které se v lékařství prosadilo na konci 19. století, a zpopularizovala ho propagandisticky koncipovaná výstava stejného názvu pořádaná roku 1937 v Mnichově, kde se vystavovalo přes 5000 děl moderních výtvarníků včetně autorů dnes uznávaných, jako jsou Marc Chagall, Henri Matisse, Pablo Picasso nebo Vincent van Gogh. Za zvrhlá byla označována i literární (převážně expresionistická) a hudební (především jazzová) díla, která byla zakázána.

## Nacisté a jejich nepřátelství vůči modernímu umění
Jako zdegenerované umění nacisté označovali také novou věcnost, dadaismus, surrealismus, kubismus nebo fauvismus. V roce 1936 začal platit úplný zákaz moderního umění. Stovky uměleckých děl, zejména v oblasti malířství, byly odstraněny z muzea, buď zabaveny pro výstavu „Zvrhlé umění“, prodány do zahraničí nebo zničeny. Malíři, spisovatelé a skladatelé měli – pokud neemigrovali do zahraničí – zákaz pracovat a vystavovat. Již existující zákon z roku 1933 zpřísňoval nebo zcela zakazoval nákup neindoevropského a moderního umění. Postupné zabavování majetku židovského obyvatelstva způsobil, že mnoho uměleckých děl z židovského soukromého majetku přešlo do rukou státu a bylo označeno za „zdegenerované“ a poté bylo zničeno nebo prodáno do zahraničí.

## Seznam umělců na výstavěEntartete KunstvMnichově roku 1937
- Jankel Adler
- Ernst Barlach
- Rudolf Bauer
- Philipp Bauknecht
- Otto Baum
- Willi Baumeister
- Herbert Bayer
- Max Beckmann
- Rudolf Belling
- Paul Bindel
- Theo Brün
- Max Burchartz
- Fritz Burger-Mühlfeld
- Paul Camenisch
- Heinrich Campendonk
- Karl Caspar
- Maria Caspar-Filser
- Pol Cassel
- Marc Chagall
- Lovis Corinth
- Heinrich Maria Davringhausen
- Walter Dexel
- Johannes Diesner
- Otto Dix
- Hans Christoph Drexel
- Johannes Driesch
- Heinrich Eberhard
- Max Ernst
- Hans Feibusch
- Lyonel Feininger
- Conrad Felixmüller
- Otto Freundlich
- Xaver Fuhr
- Ludwig Gies
- Werner Gilles
- Otto Gleichmann
- Rudolph Grossmann
- George Grosz
- Hans Grundig
- Rudolf Haizmann
- Raoul Hausmann
- Guido Hebert
- Erich Heckel
- Wilhelm Heckrott
- Jacoba van Heemskerck
- Hans Siebert von Heister
- Oswald Herzog
- Werner Heuser
- Heinrich Hoerle
- Karl Hofer
- Eugen Hoffmann
- Johannes Itten
- Alexej von Jawlensky
- Eric Johansson
- Hans Jürgen Kallmann
- Vasilij Kandinskij
- Hanns Katz
- Ernst Ludwig Kirchner
- Paul Klee
- Cesar Klein
- Paul Kleinschmidt
- Oskar Kokoschka
- Käthe Kollwitz
- Otto Lange
- Wilhelm Lehmbruck
- El Lisickij
- Oskar Lüthy
- Franz Marc
- Gerhard Marcks
- Ewald Mataré
- Ludwig Meidner
- Jean Metzinger
- Constantin von Mitschke-Collande
- László Moholy-Nagy
- Marg Moll
- Oskar Moll
- Johannes Molzahn
- Piet Mondrian
- Georg Muche
- Otto Mueller
- Erich Nagel
- Heinrich Nauen
- Ernst Wilhelm Nay
- Karel Niestrath
- Emil Nolde
- Otto Pankok
- Max Pechstein
- Max Peiffer-Watenphul
- Hans Purrmann
- Max Rauh
- Hans Richter
- Emy Röder
- Christian Rohlfs
- Edwin Scharff
- Oskar Schlemmer
- Rudolf Schlichter
- Karl Schmidt-Rottluff
- Werner Scholz
- Lothar Schreyer
- Otto Schubert
- Kurt Schwitters
- Lasar Segall
- Friedrich Skade
- Fritz Stuckenberg
- Paul Thalheimer
- Johannes Tietz
- Arnold Topp
- Friedrich Vordemberge-Gildewart
- Karl Völker
- Christoph Voll
- William Wauer
- Gert Heinrich Wollheim

## Galerie

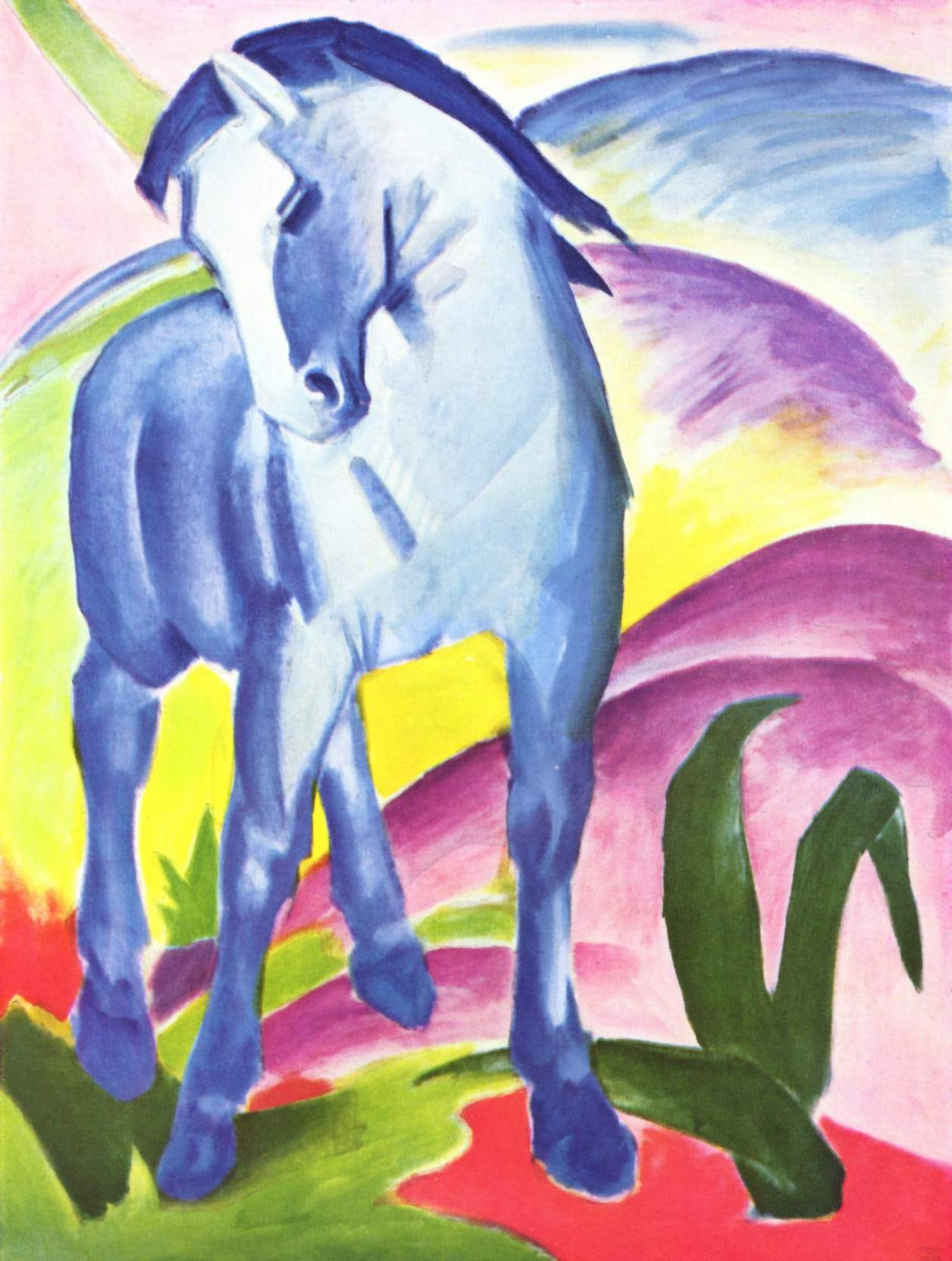
Modrý kůň I (Blaues Pferd I) – Franz Marc, 1911
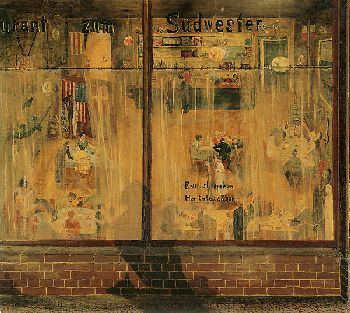
Hafenkneipe (Přístavní krčma) – Joachim Ringelnatz, 1933
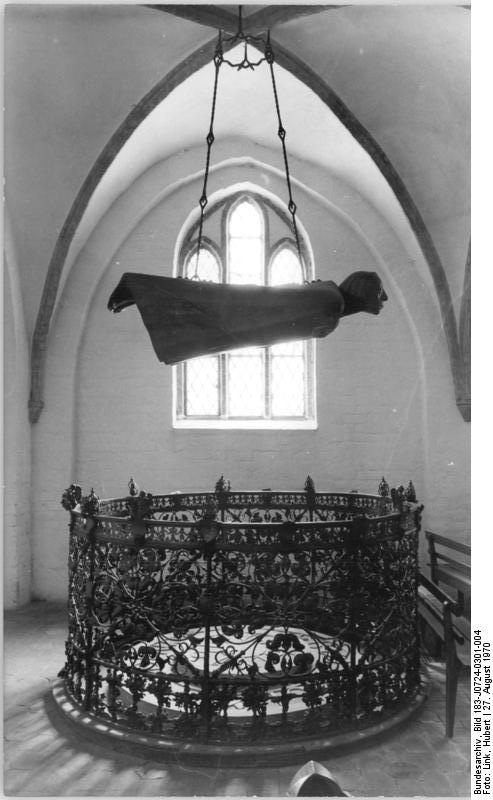
Socha Vznášející se anděl – Ernst Barlach